# 阿齊茲·達內什·拉德
阿齊茲·達內什·拉德（波斯語：‎，1920年—1991年）亦以加拜（‎）、基耶（‎）為稱，是伊朗裔猶太人政治人物，曾在憲法專家會議中代表伊朗猶太人社群。他支持左派政治，並提倡民族宗教認同。

## 早年
1920年，阿齊茲·達內什·拉德生於伊朗伊斯法罕省戈勒派耶甘，其父為猶太拉比、在巴剎經營商業。拉德於德黑兰大学取得電機工程學士學位，之後擔任公務員。
1944年，他與表親阿格達斯結婚，二人共育有三子二女。

## 政治生涯
巴列维王朝統治期間，拉德是一名持不同政見者，參與伊朗人民党，並曾於1960年代至1970年代間遭到監禁。
1978年，拉德與他人共同建立革命組織猶太伊朗人知識份子協會，企圖挑戰帶有保王派和錫安主義傾向的猶太人社群領導階級。
伊朗伊斯蘭革命後，拉德繼任遭到處決的哈比·埃爾加尼安為德黑蘭猶太人協會代理主席。不久以後，他當選憲法專家會議議員，成為四位代表宗教少數群體的議員之一。他亦有可能反對將法基赫的監護納入《伊朗伊斯兰共和国宪法》。